# 大麥蟲
大麥蟲（學名：Zophobas morio） ，又名超级麦皮虫、超级麵包虫，是大麥蟲屬下的一種甲蟲，其幼蟲是一種常見的爬行動物、鸟类和鱼类飼料。大麥蟲幼蟲體長在50—60（2.0—2.4英寸）之間，有六對足和一對退化的腹足，成年後變成有黑色外殼的甲蟲，可進行短距離飛行。但飼養箱中集中飼養的、有足夠食物的大麥蟲不會化蛹，想要其化蛹則必須要將其與同類隔離七至十日。

## 饲养
大麦虫原产于南非及中非，1985年美国就已经开始人工繁殖，中国则从东南亚国家引入作为爬虫类、鸟类及鱼类的饲料。它与黄粉虫（又称麦皮虫）很像，但比黄粉虫长2至3倍，故得名“超级麦皮虫”。此外其营养价值也超过黄粉虫。早期它主要用来喂养银龙鱼等名贵鱼类，后来其养殖技术逐渐成熟，价格降低，加上个体大、营养丰富等优点而迅速成为常用活体饵料。
喂养大麦虫时主要使用麦麸。大麦虫的排泄物，即大麦虫粪沙或大麦虫沙，可用作有机肥料。

## 圖庫

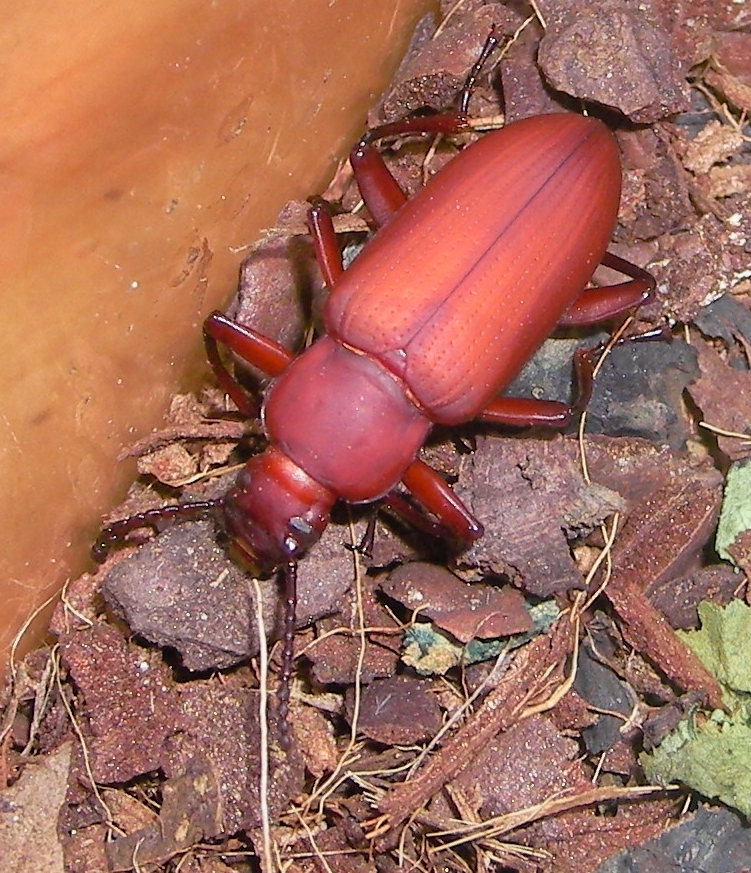
Young beetle
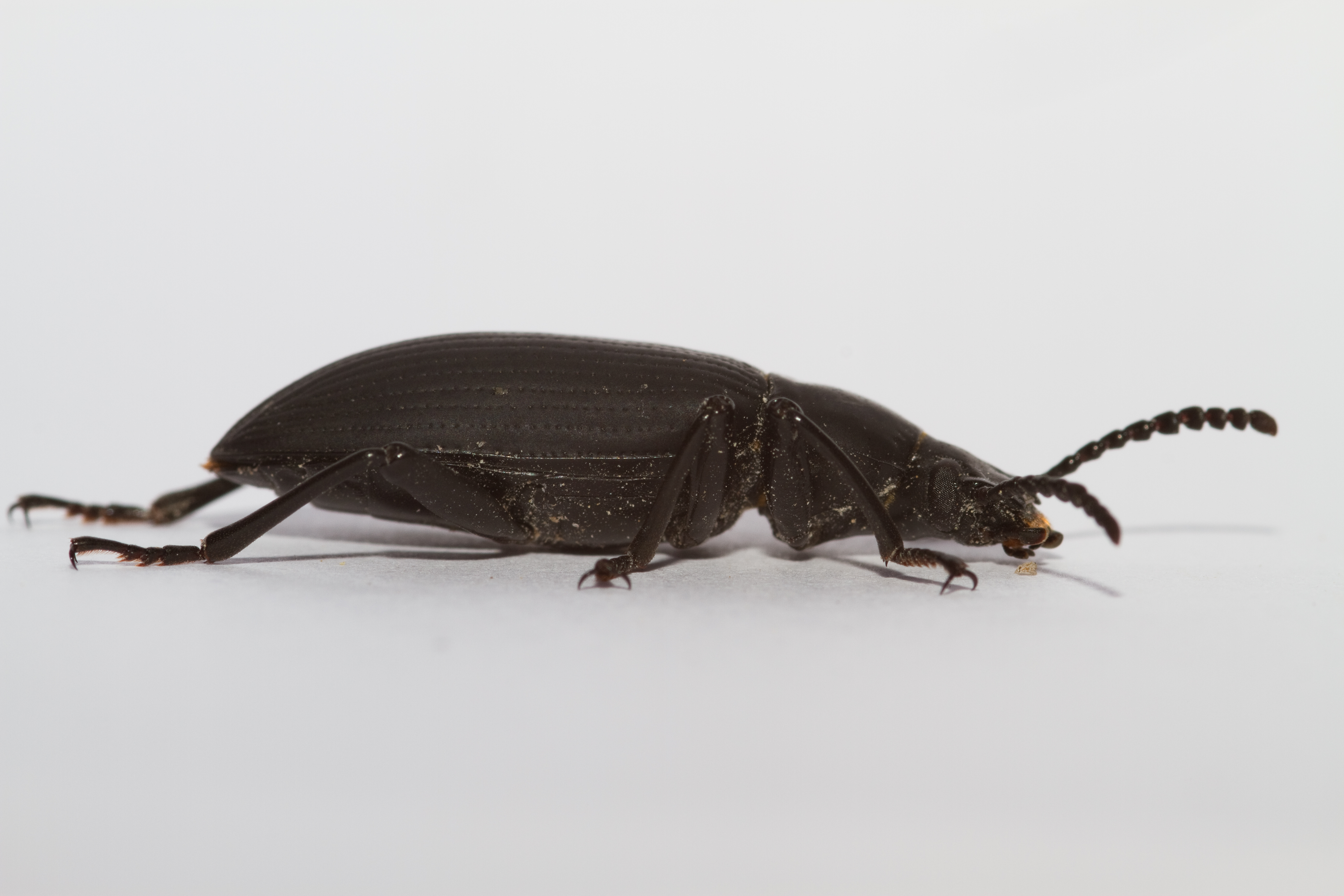
Adult beetle
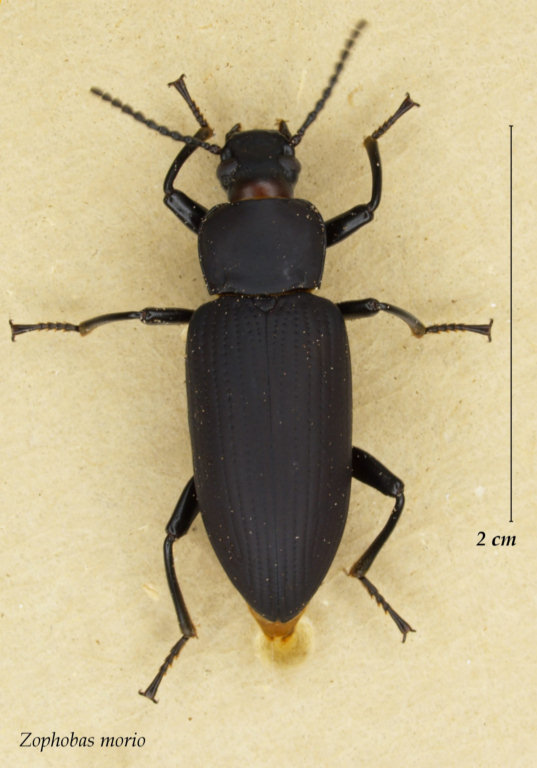
Pinned adult specimen

## 參看
- Entomophagy（英语：Entomophagy）

## 延伸閱讀
- Freye, Henry B.; Esch, Robert E.; Litwin, Catherine M.; Sorkin, Louis. . Allergy and Asthma Proceedings. 1 July 1996, 17 (4): 215–9. PMID 8871741. doi:10.2500/108854196778996903.
- Leung, Dong; Yang, Depo; Li, Zhuoxue; Zhao, Zhimin; Chen, Jianping; Zhu, Longping. . Industrial & Engineering Chemistry Research. 5 January 2012, 51 (2): 1036–1040. doi:10.1021/ie201403r.
- Prado, R. A.; Santos, C. R.; Kato, D. I.; Murakami, M. T.; Viviani, V. R. . Photochemical & Photobiological Sciences. 2016, 15 (5): 654–665. PMID 27101527. doi:10.1039/C6PP00017G.
- Latney, La'Toya V.; Toddes, Barbara D.; Wyre, Nicole R.; Brown, Dorothy C.; Michel, Kathryn E.; Briscoe, Johanna A. . American Journal of Veterinary Research. February 2017, 78 (2): 178–185. PMID 28140633. doi:10.2460/ajvr.78.2.178.

## 外部連結
- 維基物種上的相關：大麥蟲